# Ho solo fatto a pezzi mia moglie
Ho solo fatto a pezzi mia moglie (Picking Up the Pieces) è un film del 2000 diretto da Alfonso Arau con protagonisti Woody Allen e David Schwimmer.

## Trama
In un impeto di gelosia Tex Cowley, macellaio di New York che vive in Arizona, uccide la moglie Candy che lo tradiva con lo sceriffo del luogo e con svariati altri uomini. Tex dopo aver smembrato il cadavere decide di seppellirlo in Messico, ma durante il tragitto perde una mano. Un'anziana donna non vedente di El Ninho inciampa nella mano e miracolosamente riacquista la vista. Mentre in poco tempo la cittadina viene invasa da migliaia di persone bisognose di miracoli e di turisti; la mano miracolosa sembra funzionare davvero e Padre Leo Jerome, il disincantato parroco locale in piena crisi di fede, preferisce tacere i suoi sospetti sull'origine della reliquia, visti i vantaggi economici derivati alla comunità. Tex vuole a tutti i costi recuperare la mano prima che lo sceriffo Bobo (che sospetta di lui) ne prenda le impronte digitali e scopra a chi appartiene.